# Непальский филин
Непальский филин (лат. Ketupa nipalensis) — азиатская птица из семейства совиных.

## Описание
Непальский филин достигает длины от 50 до 65 см, масса — от 1,3 до 1,5 кг. Данный вид имеет серовато-коричневую окраску с тёмной грубо-коричневой окраской на спине и верхних крыльях. Горло и низ в основном бледно-рыжие с чёрными и белыми горизонтальными полосами по бокам тела, которые переходят в широкие пятна на брюхе и под хвостом. На крыльях основные черты тёмно-коричневые с более светлыми коричневыми полосами. Уздечка покрыта щетинистыми перьями, а щёки буровато-белые с чёрными стержнями перьев. Большие пучки ушей скошены в стороны. 

## Питание
Непальский филин ведёт ночной образ жизни и часто проводит день в густой листве больших лесных деревьев. Тем не менее, может охотиться в течение дня, особенно в лесах с минимальным вмешательством человека. Их активность обычно усиливается в сумерках, когда они начинают охоту.

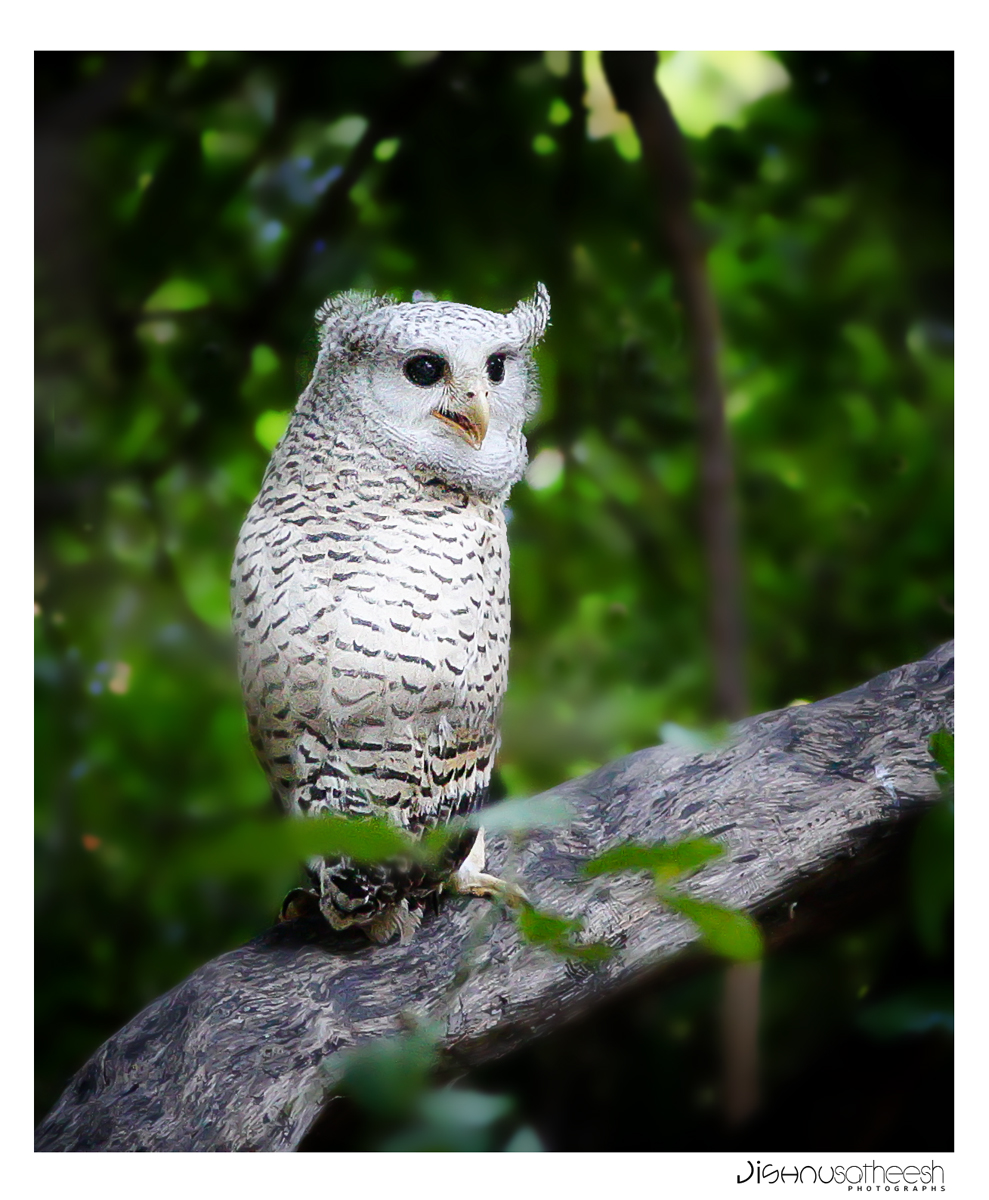
Молодой непальский филин

Питается преимущественно грызунами и мелкими птицами, но может бить также шакалов и крупных куриных. А также может охотиться на ящериц, змей и рыб.

## Распространение
Место распространения — это богатые осадками лесные регионы Гималаев, Индокитая и Малайзии. Из-за своего выделяющегося, похожего на человеческий голос призыва непальского филина называют в некоторых регионах Шри-Ланки «улама», или «чёртова птица».

## Размножение
Непальский филин гнездится в засушливый период, с декабря по март. Большинство гнёзд находятся в больших, просторных дуплах деревьев. Кладка состоит обычно из 1 яйца. Яйцо белого цвета, округло-яйцевидной формы с гладкой поверхностью. О биологии гнездования известно мало.